# Zdeněk Pecka
Zdeněk Pecka (6. února 1954 Litoměřice – 30. ledna 2024) byl český veslař, reprezentant Československa, olympionik, který získal dvě bronzové medaile z olympijských her, manžel československé běžkyně na lyžích Květy Jeriové. Na Letních olympijských hrách v Montrealu 1976 získal bronzovou medaili v párové čtyřce a v Moskvě v roce 1980 také bronz ve dvojskifu.

## Biografie
Narodil se jako druhý syn, ale starší z dětí Peckových zemřelo ještě před Zdeňkovým narozením. V dětství si přivodil zdravotní potíže požitím nezabezpečených léků, po nichž ztrácel vědomí, ale naštěstí byl včas zachráněn.
Po maturitě na litoměřickém gymnáziu pokračoval studiem na Stavební fakultě ČVUT v Praze, kterou kvůli své sportovní kariéře později dokončil díky individuálnímu studijnímu plánu.
Oženil se s běžkyní na lyžích, Květou Jeriovou, s kterou vychoval dvě dcery, Květoslavu a Zdeňku.

## Sportovní kariéra
Prvními sporty, kterým se věnoval, byly volejbal a judo, pak ho k veslování přivedli přátelé, kteří už chodili do veslařského klubu Slavoj v Litoměřicích. Zpočátku ho podporoval například i úspěšný skifař Josef Straka.
Po juniorských československých soutěžích dosáhl v roce 1972 na Mistrovství světa juniorů v Miláně na 6. místo. Jeho trenérem pak byl Václav Kozák. V párová čtyřce spolu s Filipem Koudelkou, Miroslavem Laholíkem a Jaroslavem Hellebrandem přivezl z Mistrovství světa v Lucernu roku 1974 bronz, roku 1975 z Mistrovství světa v Nottinghamu dokonce stříbro.
Na LOH v roce 1976 v Montrealu získal s Jaroslavem Hellebrandem, Václavem Vochoskou a Vladkem Lacinou bronzovou medaili v párové čtyřce a bronz přidal i na LOH roku 1980 v Moskvě, kde závodil s Václavem Vochoskou ve dvojskifu.
Mezi olympiádami k cenným kovům přidal ještě roku 1977 na Mistrovství světa v Amsterdamu stříbro v párové čtyřce a v roce 1979 na Mistrovství světa v Bledu další stříbro ve dvojskifu s Václavem Vochoskou. Poslední mistrovskou medaili, tentokrát bronzovou, vybojoval v Lucernu v roce 1982 ve dvojskifu.
Na LOH, které se v roce 1984 konaly v Los Angeles, se z důvodu bojkotu her ze strany Sovětského svazu a dalších spřátelených zemí už Pecka nedostal.

## Trenérská kariéra
Po ukončení aktivní sportovní kariéry vystudoval Fakultu tělesné výchovy a sportu na Univerzitě Karlově v Praze a začal se věnovat trenérské činnosti.
Od podzimu 1985 trénoval v nově zřízeném armádním středisku vrcholového sportu mládeže Dukly Praha s působištěm v Litoměřicích. Při své práci s mladými sportovci se soustředil nejen na jejich fyzické výkony, ale také na jejich psychiku, která byla podle něj k dobrým výsledkům stejně důležitá.
Mezi sportovce, kterým se jako trenér věnoval, patřil např. Václav Chalupa, který na LOH v Barceloně roku 1992 získal stříbro a opakovaně se stal mistrem světa ve skifu. Jejich spolupráce fungovala až do roku 2014.
Od roku 1997 byl také dlouholetým ředitelem Sportcentra Račice a přispěl k rozvoji tamního kanálu, z kterého se stalo jedno z nejlepších sportovišť v republice.
Roku 2013 byl uveden do Síně slávy Unie profesionálních trenérů Českého olympijského výboru.